# Miraflores (La Paz)
Miraflores es una zona de la ciudad de La Paz, Bolivia, y se encuentra en el este del centro de la ciudad. Tiene como sus principales atractivos el Jardín Botánico, la avenida Busch, la plaza Villarroel, el Estadio Hernando Siles junto a la Plaza Arqueológica entre otros. Miraflores es un barrio residencial y está completamente urbanizado.

## Historia
Durante la Colonia y en la época republicana Miraflores servía como centro de cultivo de frutas y, a su vez, era un centro de esparcimiento para los ciudadanos de La Paz. En aimara se lo conocía como Putu-Putu. Antiguamente el tranvía recorría la zona por la Av. Saavedra.
Emilio Villanueva Peñaranda diseñó la urbanización de Miraflores bajo el concepto de barrio jardín. Asimismo, diseñó el acceso por la Av. Camacho, la que fue diseñada para conectar el centro con la zona de Miraflores.

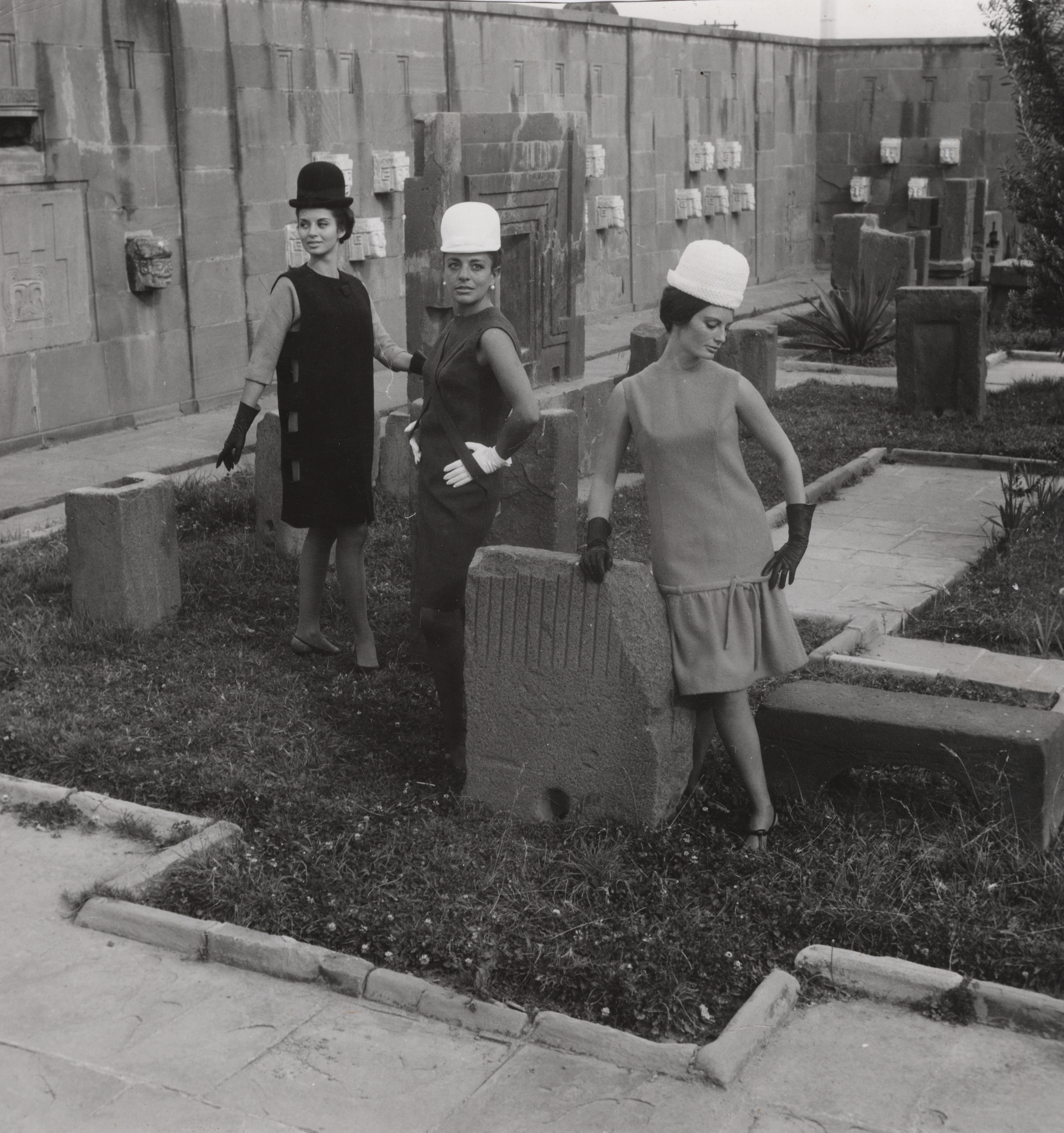
Modelos en el antiguo Templete semisubterráneo de Miraflores

Un hecho curioso en la historia de Miraflores fue que en 1968 estaba en disputa con la zona Periférica por la posesión de los territorios de Villa Fátima y Santiago de Lacaya, lo cual provocó varios enfrentamientos entre ambos bandos, hasta que a inicios de 1969 se firmó un convenio que declaraba a Villa Fátima como zona perteneciente a la Periférica, mientras que la jurisdicción de Santiago de Lacaya se retiró de su antiguo lugar más al norte, la parte sur que antes pertenecía a esta cambió su nombre por Barrio Gráfico y se declaró zona independiente perteneciente a Miraflores.
Otro hecho que destaca en la historia de Miraflores fue el hallazgo de restos de cerámicas y esculturas pertenecientes a la cultura de Tihuanaco en las recientes excavaciones en la zona. 

## Límites
- Norte
  - Villa Fátima (Plaza Villarroel, Av. 15 de Abril y Parque Gutenberg)
  - Barrio Petrolero (calle 10 Barrio Gráfico)
- Sur
  - Obrajes (Av. de los Leones y Av. del Libertador)
- Suroeste
  - San Jorge, puente de las Américas, puentes trillizos
- Este
  - Cuarto Centenario, Villa Armonía,  Villa San Antonio (Av. Zabaleta)
  - Villa Copacabana (Av. Costanera, Río )
- Oeste
  - Villa Lazareto (Av. Tejada Sorzano)
  - Casco Urbano Central

## Geografía
Según el mapa de riesgos de 2011 de la Alcaldía, Miraflores se encuentra en su mayoría en una zona de bajo riesgo

## Lugares de interés
Miraflores posee una variedad de sitios de esparcimiento de entre los que se puede citar:

### Pequeño Big Ben
La torre del reloj es una donación de los residentes británicos a la ciudad por los 400 años de la ciudad en 1948. Se encuentra al centro de la Plaza Uyuni y está hecho con piedra comanche y los círculos son de 1.6 metros. El reloj funcionó por un tiempo, pero en la actualidad se encuentra parado.

### Jardín Botánico
El Jardín Botánico es administrado por la Empresa Municipal de Áreas Verdes, Parques y Forestación (EMAVERDE). Se ubica en la esquina de las calles Lucas Jaimes y Nicaragua. En su registro cuenta con 96 414 especies de plantas y 16 especies nativas de aves. En el lugar se dan cita las parejas de recién casados, especialmente por el mes de diciembre para tomar fotos, pues es el segundo lugar más romántico de la ciudad de acuerdo a una sondeo de un periódico local.

### Estadio Hernando Siles
Desde su creación el 16 de enero de 1930 y posterior ampliación en 1977, este estadio ha sido el ingreso preferencial a la zona de Miraflores, así como el centro de los eventos futbolísticos y conciertos de la ciudad de La Paz.
|                 |
| Réplica Big Ben |

|                         |
| Curva Norte del estadio |

|                                        |
| Réplica del monolito Bennett al centro |

## Actividades socioeconómicas
Miraflores es un barrio residencial y su principal actividad económica es la provisión de servicios, comida y diversión. La construcción de numerosos edificios en los últimos años ha llevado a las personas a suplir las necesidades de estos nuevos habitantes con la generación de varios servicios generales como zapatería, sastrería y comida que suele ser provisto por personas de otras zonas o por grandes cadenas.
Se cuenta con un mercado mandado a construir en 1944 y que debería abastecer a Miraflores,la nueva zona de por entonces. Posteriormente se construyó el Mercado Haití en la calle de este mismo nombre para abastecer al vecindario ubicado más al norte.

## Infraestructura
Entre los colegios existentes en la zona se cuentan los siguientes:

### Educación
- Unidad Educativa Adventista MIRAFLORES
- Instituto Bancario
- Colegio Santa Teresa
- Colegio Nuestra Señora de Itati
- Kinder Bichito de Luz
- Centro Educativo Dora Smidth
- Centro Educativo Milil y Willy
- Kínder Corazón de María
- Centro Educativo Nicol
- Centro Educativo Florinicol
- Colegio Hugo Dávila
- Colegio Boliviano Noruego
- Colegio "Instituto Miguel de Cervantes y Saavedra"

- Universidad Loyola
- Universidad Privada del Valle
- Facultad de Medicina, Enfermería, Nutrición y Tecnología Médica - Universidad Mayor de San Andrés
- Facultad de Odontología - Universidad Mayor de San Andrés
- Facultad de Farmacia y Bioquímica - Universidad Mayor de San Andrés

- Espacio Interactivo Memoria y Futuro “PIPIRIPI”

### Hospitales
- Hospital de la Mujer
- Hospital Materno Infantil
- Hospital General
- Hospital del Tórax
- Hospital Obrero
- Hospital Militar COSSMIL
- Hospital del niño
- Clínica Modelo
- Banco de Sangre
- Cruz Roja Boliviana
- Psiquiátrico

### Otros
- Estadio Olímpico Hernando Siles Reyes
- Estado Mayor General del Ejército
- Labquimed
- Supermercado Ketal
- Supermercado Hipermaxi
- Supermercado Fidalga
- Jardín Botánico
- Museo de Textiles Andinos Bolivianos
- Museo de la Revolución Nacional
- Plaza Triangular
- Plaza Villarroel
- Plaza Arqueológica (Pdte. Tejada Sorzano)
- Estadio Obrero
- Cárcel de Mujeres

## Vías y accesos
Las vías de acceso a Miraflores son la Av. del Ejército por el Parque Mirador Laikakota que conecta con la calle Villalobos. Otro acceso es la concurrida Av. Simón Bolívar, que conecta con la Av. Camacho y es la ruta de la mayoría de los minibuses y buses que hacen el servicio a las zonas de Villa Fátima, Pampahasi, Villa Copacabana y Villa San Antonio.
Los automóviles provenientes de la Zona Sur de La Paz hacen uso de la Av. de Los Leones y los que salen por el norte utilizan la Av. C. Tejada Sorzano desde la Plaza Villarroel.
La conexión hacia las zonas de Villa Armonía, San Isidro, Kupini, Cuarto Centenario y Alto Obrajes se la realiza por la calle Villalobos. Más arriba, la Av. Pazos Kanki da paso al cruce de Villa Copacabana desde donde se distribuye hacia Pampahasi, Villa San Antonio por las avenidas Esteban Arze y 31 de octubre; y hacia Villa Copacabana por la avenida Tito Yupanqui. Un poco más arriba está la conexión con el Barrio Gráfico a través de la calle Puerto Rico.
El acceso desde la zona central se logra por la Av. Saavedra y la Av. C. Tejada Sorzano. Esta última bordea Miraflores hasta conectarse al norte con la Plaza Villarroel y finalmente ser el acceso desde Villa Fátima.
La línea de buses PumaKatari brinda servicio a la zona y tiene paradas en la calle Villalobos, dos paradas en la Av. Busch y finalmente una parada en el límite con Villa Copacabana, en la calle Paraguay.
La línea blanca del sistema de transporte por cable Mi Teleférico cruza la zona desde la plaza Villarroel hasta la Av. del Poeta con dos estaciones intermedias en la plaza Busch y en la Plaza San Martín. 

### Principales avenidas
La Av. Saavedra fue inaugurada el 15 de agosto de 1925 y cruza Miraflores desde su inicio en el Mercado Yungas (calle Yungas), teniendo bifurcación en la plaza Uyuni, continuar hacia la plaza Tejada Sorzano (Estadio Siles), hasta su final con la conexión a las avenidas de los Leones y Copacabana por la Rotonda García Lanza. La avenida fue nombrada en honor al expresidente Bautista Saavedra. También la avenida Busch se destaca por sus áreas verdes, esta atraviesa Miraflores de norte a sur, con su inicio en la plaza Villarroel y final en la plaza José de San Martín (más conocida como plaza Triangular).